# Aeroporto Regional de Dourados
O Aeroporto Regional de Dourados - Francisco de Matos Pereira (IATA: DOU, ICAO: SBDO) é um aeroporto municipal localizado na cidade de Dourados, Mato Grosso do Sul, Brasil. Está situado na Av. Guaicurus, a 14 km do centro da cidade e próximo à Cidade Universitária de Dourados. Com latitude de 22º 11' 52 S e longitude de 54º 55' 21 W, situa-se a 458 metros de altitude com relação ao nível do mar (1503 pés) e seu fuso horário é UTC -4 (-3DT). Localiza-se próximo à fronteira com o Paraguai (cerca de 110 km), estando situado dentro da faixa de fronteira do Brasil com o Paraguai. É um dos maiores e mais bem equipados aeroportos do interior do estado. Vale ressaltar que o aeroporto está homologado para aviões do tipo Boeing 737 ou Airbus A320, com peso até 70 toneladas.
Em um estudo recente divulgado dia 17 de setembro de 2014 na Airport Infra Expo & Aviation Expo, em São Paulo, foram listados os 100 aeroportos regionais do Brasil com maior potencial de desenvolvimento. Numa escala que varia entre Muito Alto, Alto, Médio e Baixo desenvolvimento, o aeroporto de Dourados ficou com a classificação de nível "Alto" de desenvolvimento, ficando em terceiro lugar na região centro-oeste, perdendo apenas para Anápolis (GO) e Rondonópolis (MT). E na classificação geral ficou em 35º lugar, entre os 100 estudados com Índice de Qualidade Mercadológica (IQM) de 31,75 pontos.

## Histórico
O aeroporto foi inaugurado em 13 de Novembro de 1982 e até essa data Dourados carecia de um aeroporto.
A partir de 2001, o município vive uma nova fase em termos de industrialização, principalmente no setor de processamento de cana para produção de açúcar e álcool, e consequentemente em 2008 e 2009 são realizadas várias melhorias feitas pelo governo do Estado na infraestrutura do aeroporto, que somaram mais de R$ 2,7 milhões. Além dos R$ 350 mil de recursos próprios investidos agora, cerca de R$ 2,4 foram aplicados em conjunto entre Estado e Agência Nacional de Aviação Civil através do Programa Federal de Auxílio a Aeroportos, sendo 15% de contrapartida estadual.
Em 20 de dezembro de 2012 Dourados foi incluída no Programa de Investimentos em Logística: Aeroportos do Governo Federal, um conjunto de medidas para melhorar a qualidade dos serviços e da infraestrutura aeroportuária e ampliar a oferta de transporte aéreo à população brasileira. O aeroporto douradense é um dos nove de Mato Grosso do Sul a serem incluídos no programa.
Os próximos projetos serão para adequar o aeroporto de Dourados a uma cidade de porte médio a grande, que atenda a uma população bem acima de 200 mil habitantes, já que este é um município polo de mais 34 cidades. Também após as reformas, deverá ocorrer um processo de concessão onerosa do aeroporto, passando à administração e operação da iniciativa privada, a exemplo do que foi feito em Bonito. O aeroporto regional de Dourados é hoje administrado em parceria com a Prefeitura, através de convênio com o governo do Estado.
Em 2019 a Gol Transportes Aéreos Anunciou que, a partir de 2 de Março do próximo ano, passará a operar na cidade.

## Localização e acesso
O aeroporto está situado na Av. Guaicurus, uma via com 12 km de extensão. Esta Rodovia tem intenso fluxo de universitários, professores e servidores administrativos das Universidades Estadual de Mato Grosso do Sul (UEMS) e Federal da Grande Dourados (UFGD), além de militares do exército e demais moradores da região.  Além do aeroporto, a rodovia também dá acesso ao Hospital Universitário, sendo que entre o início da Rodovia também se encontra a 4ª Brigada de Cavalaria Mecanizada, 28° Batalhão Logístico e o 4° Pelotão de Polícia do Exército Brasileiro, CTG – Centro de Tradições Gaúchas de Dourados e ainda as Sitiocas Altos da Lagoa e Serrito, bem como os distritos de Itahum e Picadinha. O trecho também dá acesso às fazendas experimental da Unigran e Anhanguera.

## Movimentação
Em movimento é o segundo maior aeroporto do estado de Mato Grosso do Sul e um dos aeroportos que mais crescem em movimento no país com 177% de crescimento, é o segundo maior pólo aeroportuário do estado. Em relação ao ano de 2012, em números, do início do ano de 2013 até último levantamento realizado no final do mês de dezembro de 2013, transportando 63.297 passageiros, conforme ANAC. Em 2014 o aeroporto transportou 106 mil passageiros e em 2015 o aeroporto sofreu um recuo ao atingir cerca de 100 mil passageiros. Em 2016, a queda foi ainda maior com pouco mais de 75 mil passageiros ao longo do ano, pois a companhia Passaredo Linhas Aéreas deixou de operar na cidade. Sendo assim, sem concorrência a única companhia aérea na cidade, aumentou os preços, ajudando ainda mais na queda de passageiros. Relação da movimentação de passageiros no Aeroporto de Dourados entre 2010 e 2016: Em 2017 o movimento foi abaixo de 2013 segundo o blog No Ar de Dourados.
| Passageiros | Passageiros |
| Ano         | Total       |
| ----------- | ----------- |
| 2010        | 5.000       |
| 2011        | 19.247      |
| 2012        | 22.972      |
| 2013        | 63.638      |
| 2014        | 106.469     |
| 2015        | 100.793     |
| 2016        | 75.125      |
| 2017        | 58.000      |
| 2018        |             |

## Complexo
A classificação do aeroporto é municipal que está operando em categoria 5 desde 23 de agosto de 2012. O terminal, apesar de pequeno, oferece bastante conforto para o visitante (foi reformado recentemente) e a pista está equipada com sistema de balizamento, permitindo operações noturnas em casos de emergência e principalmente quando se precisa levar pacientes em estado grave para algum hospital local.

### Terminal de passageiros

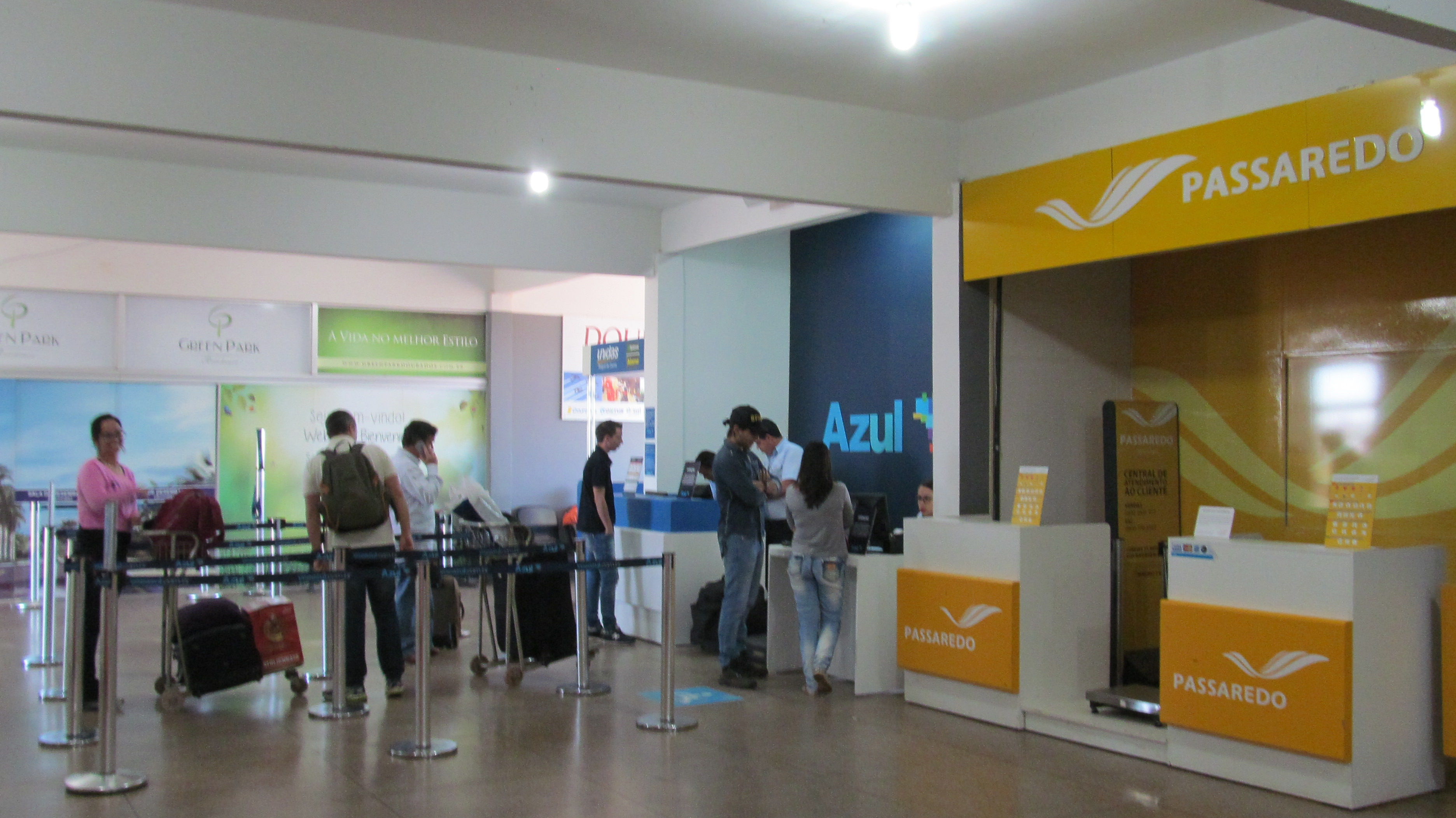
Balcões de check-in em Dourados

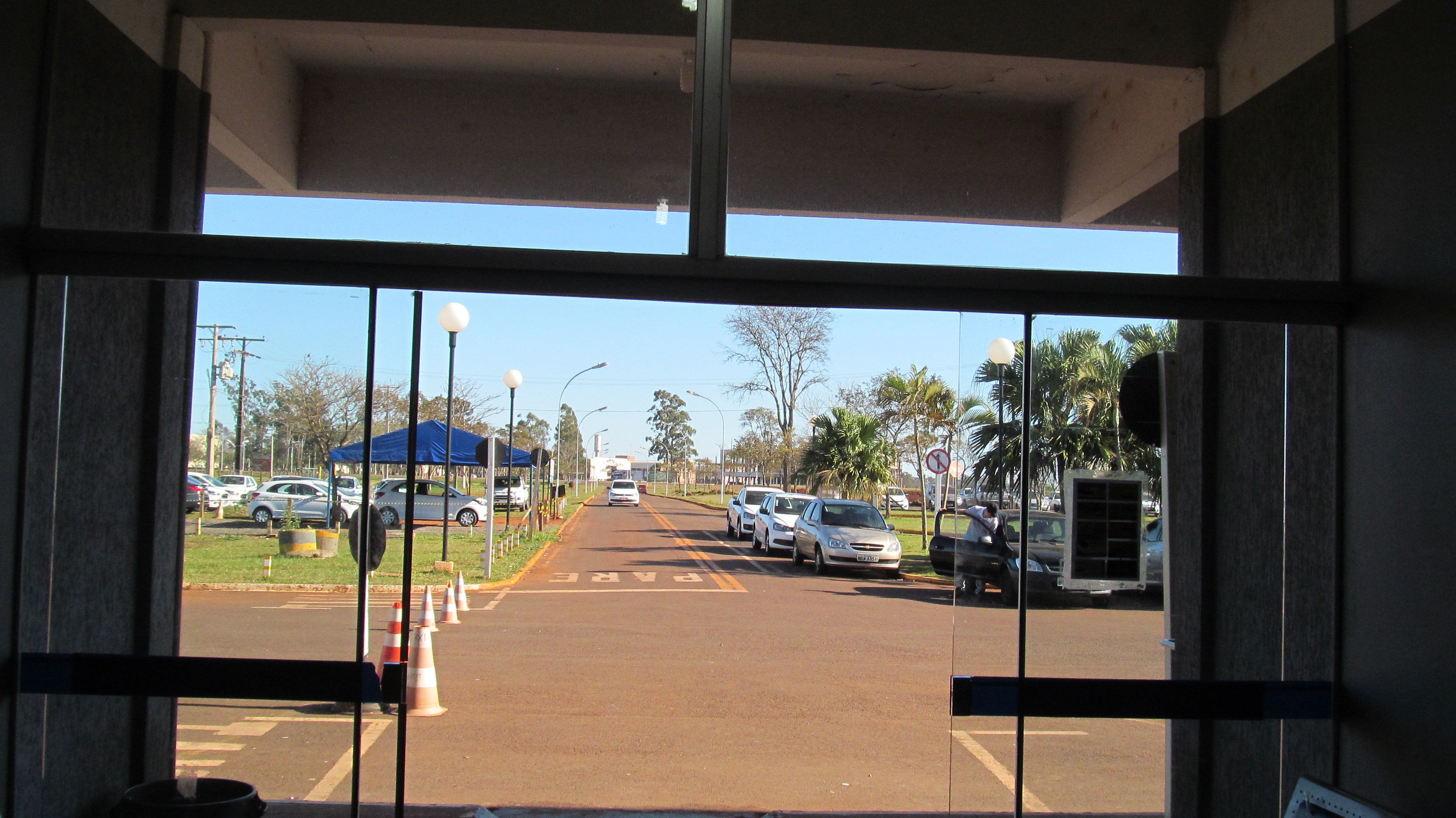
Entrada principal e via de acesso

O aeroporto conta com os seguintes serviços:

#### Serviços essenciais
- 1 sala de embarque de 120 lugares com 1 portão de embarque
- 1 sala de desembarque com divisórias de blindex, fachada, calçadas
- 4 Balcões de Check-in
- Guichês
- Banheiro
- Sala de rádio (funcionários)

#### Serviços extras e externos
- Localiza Hertz
- Lanchonete
- Estacionamento (80 vagas)
- Ponto de táxi
- Ponto de ônibus

### Externo
Possui uma pista homologada para pouso e decolagem que possui dimensões de 1.960 m de comprimento X 30 m de largura (6374 x 98 feet) e direção 06/24. Possui revestimento em concreto asfáltico, com piso A e sinalização S.
Outras estruturas externas do aeroporto:
- Pátio das Aeronaves
- Boxes de Aeronaves
- Estacionamento de Aeronaves

#### Climatologia
O aeroporto passou a possuir em junho de 2012, estação meteorológica.

#### Segurança
No setor de segurança, a Polícia Federal faz vistorias esporádicas e o Corpo de Bombeiros  possui duas viaturas, específica para atendimentos em aeroportos, sendo elas AC3 Land Rover, e AP 2 Titan.
- Comunicação via rádio com freqüência 130,10MHZ
- PAPI
- NBD
- Farol rotativo
- SGTAI
- IFR (Operação por instrumento, Homologado em 26 de dezembro de 2013. Habilitado para em caso de mal tempo operar por instrumentos)